# 人在旅途灑淚時
《人在旅途灑淚時》，1980年麗的電視劇《人在江湖》的第二主題曲、插曲，由黎小田作曲、奧金寶編曲、盧國沾填词。先後有兩個合唱版，分別是關正傑及雷安娜的版本，以及關正傑及余安安的版本。

## 背景
歌曲由關正傑先灌唱，再安排女歌手錄音配合。據報道，麗的電視藝人余安安原已錄好音帶，但她忙於在外地登台賺錢，無法依約拍劇，結果被易角，歌曲曾遭抽起。雷安娜受訪時表示，寶麗金的工作人員在歌唱比賽看中她，要求她模仿原唱試音；她原只是抱著一試的心態，沒料到及後會正式採用並發行。余安安後來受訪時自評因為了解劇情，演繹時「感情比較投入」，雷安娜「則較注重唱功」。
雷安娜版為劇集第46至55集的片頭曲，並收錄於關正傑同年的專輯《人在江湖》。因雷安娜錄完歌便赴加拿大，麗的為宣傳考量，找回余安安跟關正傑現場演唱此曲；並把他們的合唱版本採用為第56至80集的片頭曲。同年收錄於精選《寶麗金十周年》中。

## 歌曲特徵
曲式結構為ABAB，旋律以D小調寫成，屬單一聲部的合唱曲。A段二人輪流對唱，B段樂句結構有所變化，先短後長，拉近歌手之間的距離感。A、B段的結句旋律相同，B段最後二人齊唱「期望有日相會時」，表達歌曲的中心思想。
編曲以弦樂器和雙簧管為主，後者較出彩，擔當前奏、間奏、尾聲和樂句間的填補式和應，渲染歌曲幽傷的氛圍。
歌詞則句句押韻，語言通俗淺白。

## 反響和評價
歌曲連續兩星期登上香港電台中文歌曲龍虎榜的冠軍，並獲選為1980年十大中文金曲頒獎禮的十大中文金曲。黎小田曾說過劇集同名主題曲不流行，此插曲卻家傳戶曉。而八十年代末興起的卡拉OK熱潮再令此曲更為流行。
前香港大學校長黃麗松鍾愛此曲，曾多次於公開場合如1986年的港大歡送會和1987年的基本法起草委員會宴會以小提琴演奏，亦有論者視之為香港粵語流行曲登上「大雅之堂」的例子。
詞評人朱耀偉：「得力於盧國沾捕捉人生變幻的功力，沒有了這種生離，那種矢志不渝的愛情是不能令人感動的」、「流露詞人那種帶強烈宿命感的感情觀」。
作家沈西城：「情滿於山溢於海，蘊含哲理，尤以『誰謂抉擇最容易』一句最精警。」
作家鍾曉陽：「中間一段山盟海誓，稍為落套……末段已是溢於言表的兒女情長，也沒什麼。然而頭八句的對唱真是非常好……此類生離死別的場面，不是寫得太激動過火，就是婆婆媽媽，稀有這樣平實隨和的。」

## 其他版本
| 年份 | 歌手                                         | 出處                                                 |
| ---- | -------------------------------------------- | ---------------------------------------------------- |
| 1981 | 余安安、關正傑                               | 精選《寶麗金十週年特輯》                             |
| 1982 | 雷安娜、關正傑                               | 關正傑演唱會                                         |
| 2008 | 黃伊汶                                       | 國語版歌名為《從沒離開》，由劉德華重新填詞。         |
| 2012 | 鄭中基、羅瑋琛（粵語）；鄭中基、翁媛（國語） | 電影《麥兜噹噹伴我心》插曲，國語版由邵夷貝重新填詞。 |
| 2016 | 譚詠麟、戚美珍                               | 電影《江湖悲劇》插曲                                 |
| 2016 | 黃耀明                                       | 美麗的呼聲聽證會                                     |
| 2016 | 雷安娜、羅嘉良                               | 歌詞大師盧國沾作品演唱會                             |
| 2023 | 雷安娜、周吉佩                               | 情牽煇黃經典演唱會                                   |